# Sint-Antoniuskerk (Utrecht)
De Sint-Antoniuskerk is een voormalige rooms-katholieke parochiekerk in de Nederlandse stad Utrecht, midden in de wijk Lombok
In augustus 1902 werd begonnen met de bouw en op 13 juni 1903 werd de kerk ingewijd. De patroonheilige is Antonius van Padua. De kerk werd ontworpen door Jan Stuyt en Joseph Cuypers en is geïnspireerd door de Italiaans-Romaanse bouwstijl. De toren werd pas in 1924 afgebouwd.
In 1918 was het aantal parochianen zo groot dat er een bijkerk werd opgericht: de Onze-Lieve-Vrouw-van-Goede-Raadkerk in de Bosboom Toussaintstraat. Deze werd in 1993 gesloopt.
In 1939 werd de kerk overgedragen van het aartsbisdom Utrecht naar de paters dominicanen die tot dan toe de Sint-Dominicuskerk aan de Mariaplaats bedienden. Kort daarop werd de laatstgenoemde kerk gesloopt.
Toen na de oorlog de wijk Oog in Al werd gebouwd, besloten de Dominicanen ook hier een kerk te stichten en er een kleine communiteit te vestigen. Dit werd de Sint-Dominicuskerk.
Eind jaren 1980 werd de parochie samengevoegd met de Goede Raadkerk waarna deze laatste werd gesloten.
In 2010 fuseerde de Antonius met vijf andere kerken in Utrecht tot de Ludgerusparochie.
In 2018 werd de kerk onttrokken aan de eredienst, maar kon behouden blijven als stadsklooster, een sociaal- cultureel en spiritueel centrum. In een deel van de voormalige pastorie bevindt zich het enige hospice van Utrecht. In november 2022 is de laatste 81-jarige zuster van de congregatie Franciscanessen van Heythuysen, ook genoemd Zusters van de Boetvaardigheid, naar een zusterhuis in Limburg vertrokken.
Historische kerkgebouwen:
Sint-Augustinuskerk · Buurkerk · Sint-Catharinakathedraal · Domkerk · Doopsgezinde kerk · Geertekerk · Jacobikerk · Jacobuskerk · Janskerk · Kerkenkruis · Lutherse Kerk · Mariakerk · Maria Minor · Nicolaïkerk · Pieterskerk · Sint-Gertrudiskathedraal · Sint-Martinuskerk · Sint-Salvatorkerk · Sint-Willibrordkerk · Westerkerk

Overige kerkgebouwen:
Adventkerk · Bethelkerk · Blijde Boodschapkerk · Gerardus Majellakerk · Heilig Hartkerk · Holy Trinity Church · H. Johannes de Doper en H. Bernarduskerk · Johanneskerk · Mattheüskerk · Nieuwe Kerk · Sint-Aloysiuskerk ·Sint-Antoniuskerk · Sint-Dominicuskerk · Sint-Gertrudiskerk · Sint-Jacobuskerk · Sint-Josephkerk · Sint-Rafaëlkerk · Stefanuskerk · Tuindorpkerk · Wederkomst des Herenkerk · Wilhelminakerk · Willem de Zwijgerkerk

Deels gesloopte kerken:
Oranjekerk

Gesloopte kerken:
Christus Koningkerk · Begijnekerk · Heilig Kruiskapel · Johannes de Doperkerk  · Julianakerk · Lucaskerk · Onze-Lieve-Vrouw-van-Goede-Raadkerk · 
Onze-Lieve-Vrouw-ten-Hemelopnemingkerk · Oosterkerk · Sint-Bernarduskerk · Sint-Dominicuskerk (Walsteegkerk) · Sint-Ludgeruskerk · Sint-Monicakerk · Sint-Nicolaaskerk · Sint-Pauluskerk · Sint-Salvatorkerk · Vaartkerk · Zuiderkerk

Voormalige kerken:
Emmaüskerk · Noorderkerk · Leeuwenbergkerk · Sint-Isidoruskerk

Lijst van kerken in Utrecht